# 베레스테츠코 전투
베레스테츠코 전투(폴란드어: Bitwa pod Beresteczkiem)는 1651년 폴란드-리투아니아 연방과 크림 칸국과 연합한 보흐단 흐멜니츠키가 이끄는 자포리자 카자크 반란군 사이에 벌어졌던 전투이다. 이 전투는 대홍수의 시발점이었던 흐멜니츠키 봉기로 인하여 벌어졌던 전투 중 하나로서, 볼히니아의 스티르 강 남쪽 평원인 베레스테츠코에서 6월 28일부터 6월 31일까지 약 3일 간에 걸쳐 치러졌다. 이 전투는 폴란드군의 압도적인 승리로 종결되었으며, 17세기 유럽에서 벌어진 전투 중 가장 거대한 규모로 치러진 전투였다.